# TJ Parker

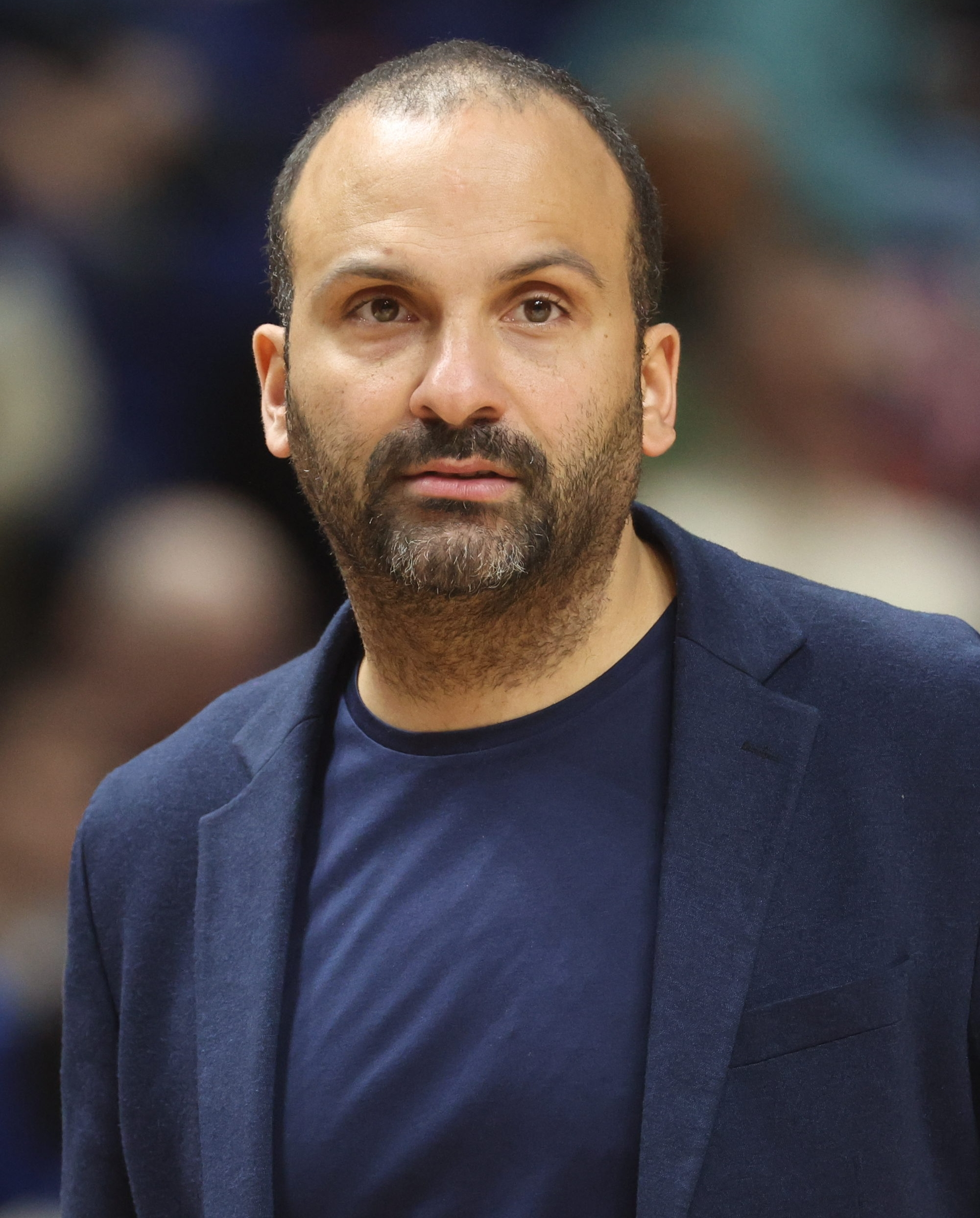
TJ Parker, 2025

Terence Jonathan „TJ“ Parker (* 16. Mai 1984 in Valenciennes) ist ein französischer Basketballtrainer und ehemaliger -spieler.

## Laufbahn
Parker, dessen aus den Vereinigten Staaten stammender Vater als Basketballprofi in Frankreich spielte, ist der Bruder von Tony Parker. Als Jugendlicher wechselte er ins Heimatland seines Vaters und spielte Basketball sowie Fußball an der Lisle High School im US-Bundesstaat Illinois. 2002 nahm er mit der französischen U18-Nationalmannschaft an der Europameisterschaft dieser Altersklasse teil. Von 2002 bis 2005 gehörte er als Aufbauspieler zur Hochschulmannschaft der Northwestern University in Illinois und bestritt 88 Spiele, in denen er 86 Mal in der Anfangsaufstellung stand und im Schnitt 10 Punkte sowie 3 Korbvorlagen je Begegnung erzielte. Anschließend spielte er von 2005 bis 2010 in der höchsten französischen Spielklasse, der Ligue Nationale de Basket: 2005 bis 2007 bei Paris Basket Racing, 2007 bis 2009 bei SLUC Nancy sowie in der Saison 2009/10 bei ASVEL Lyon-Villeurbanne. 2008 wurde er mit Nancy Landesmeister. Parker musste sich aufgrund von Kniebeschwerden als Spieler aus dem Leistungssport zurückziehen und stand anschließend noch im Kader des Drittligisten Orchies.

### Trainer
2013 wurde Parker Co-Trainer bei ASVEL Lyon-Villeurbanne, sein Bruder Tony war damals Vizepräsident des Vereins (und wurde später Präsident). Als sich ASVEL Mitte Januar 2018 von Cheftrainer JD Jackson trennte, übernahm TJ Parker das Amt übergangsweise bis zum Ende der Saison 2017/18 und arbeitete anschließend wieder als Assistenztrainer, diesmal unter Zvezdan Mitrovic. Mitte Juni 2020 wurde Parker bei ASVEL ins Cheftraineramt befördert. Er führte die Mannschaft in der Saison 2020/21 zum Gewinn der französischen Meisterschaft sowie des Pokalwettbewerbs. 2022 wurde der Meistertitel erfolgreich verteidigt. Im Oktober 2023 wurde Parker bei ASVEL in Folge eines verpatzten Auftakts in die Spielzeit 2023/24 entlassen. Saisonübergreifend hatte er mit der Mannschaft in der Euroleague 17 Spiele in Folge verloren, in der französischen Liga stand ASVEL zum Zeitpunkt der Trennung mit vier Siegen und drei Niederlagen auf dem achten Rang.
2024 wurde Parker beim deutschen Bundesligisten FC Bayern München Assistenztrainer unter Gordon Herbert. In diesem Amt trug Parker zum Gewinn der deutschen Meisterschaft 2025 bei.